# Царицынская опера
Волгогра́дский госуда́рственный теа́тр «Цари́цынская о́пера» (до 2004 г. — Волгоградская оперная антреприза) — российский театр оперы и балета в Волгограде.

## О театре
Оперные традиции Волгограда восходят к 1907 году, когда в театре «Конкордия», на берегу реки Царицы, открылся первый оперный сезон. Во время Великой Отечественной войны театр был разрушен, и опера исчезла с городских подмостков.
Возрождение оперы в Волгограде началось в начале 1990-х годов. В 1992 году «Волгоградская оперная антреприза» приступила к репетициям. В связи со сменой статуса в 2004-м, театр приобрел новое название — Волгоградский государственный театр «Царицынская опера». В качестве площадки ему было передано здание Дворца культуры им. В. И. Ленина, являющееся региональным памятником архитектуры.
К юбилейному сезону 2016—2017 гг. «Царицынская опера» подошла в статусе наиболее успешного и динамично развивающегося музыкального театра Волгоградской области. Сезон 2018—2019 гг. совпал с проведением в России Года театра и оказался уникальным: более 40 000 зрителей посетили почти 160 мероприятий, театр осуществил несколько гастрольных туров, приняв участие в двух престижных оперных фестивалях.

## Руководители театра
В 2019 году в рамках областного конкурса директор (с 2014 года) театра Леонид Пикман был признан лучшим менеджером 2018 года в номинации «Культура».
В январе 2021 года художественным руководителем театра «Царицынская опера» был назначен композитор и дирижёр Антон Лубченко. В конце мая того же года Лубченко ушёл с этой должности в связи со сменой директора театра. Об отставке Леонида Пикмана волгоградские СМИ сообщили в начале апреля (более поздние публикации упоминали о неправомерности этого увольнения).
Но позже художественным руководителем театра стал Николай Черепанов, который и ранее занимал эту должность, а с января 2021 года стал руководителем оперной труппы.
В июне 2021 года новым директором был назначен Сергей Сергеевич Гринёв, бывший главным дирижёром театра с 2017 года.

## Репертуар
В.А. Моцарт опера в двух действиях «Così fan tutte» («Так поступают все женщины»);
музыкальное шоу-ревю "Cinеma lаnd";
концерт в двух отделениях "Rock-ностальгия";
оперный хит-парад шедевров великого итальянца "Verdi. Passione. Верди. Страсть";
музыкальный спектакль по мотивам одноименной оперы К. Молчанова "А зори здесь тихие...";
Ю. Донская мюзикл для детей "Аленький цветочек";
музыкальная сказка В. Высоцкий "Алиса в стране чудес";
барочная опера в двух действиях Дж. Ристори "Ариадна";
Дж. Пуччини опера в двух действиях "Богема"
Ж. Массне иммерсивная постановка "Вертер"
Л. Минкус балет в трех актах "Дон Кихот"
А. Адан балет в двух актах "Жизель"
концерт в двух отделениях "Звуки Бродвея"
П. Чайковский опера в двух действиях "Иоланта"
Ж. Бизе опера в трех действиях "Кармен"
К. Орф музыкально-хореографическая мистерия в двух действиях "Кармина  Бурана"
А.П. Бородин опера в двух действиях "Князь Игорь"
лайт-опера в двух отделениях "Когда нам было по 17-18 лет"
Г. Доницеттикомическая опера в одном акте "Колокольчик, или Брачная ночь аптекаря"
М. Раухвергер музыкальная сказка "Красная Шапочка"
П. Чайковский балет в трех актах "Лебединое озеро"
вечер одноактных балетов "Линии жизни"
В. Овсянников мультижанровый спектакль по произведению Антуана де Сент-Экзюпери "Маленький принц"
"В.А. Моцарт Больше чем любовь" спектакль в двух актах
музыкально-хореографический перформанс "Музыка стихий"
М. Красев детская опера "Муха-цокотуха"
музыкальная сказка "Новые приключения Вовки в Тридевятом царстве"
П.И. Чайковский музыкально-литературный спектакль в одном акте "Она звалась Татьяной"
П.И. Чайковский опера в трех действиях "Пиковая дама"
О. Хозов музыкальная сказка Премьера! «Этикет и Кº»
вечер одноактных опер "НЕмаленькие трагедии"
Р. Леонкавалло опера в двух действиях "Паяцы"
П. Чайковский балет в двух актах "Щелкунчик"
Е. Шашин музыкальная сказка "Принцесса на горошине"
В.А. Моцарт опера в двух действиях "Свадьба Фигаро"
Дж. Россини опера в двух действиях  "Севильский цирюльник"
Ж. Оффенбах опера в двух действиях "Сказки Гофмана"
Дж. Б. Перголези опера-буффа в одном акте "Служанка-госпожа"
П. Чайковский балет в 3-х действиях "Спящая красавица"
Дж. Пуччини опера в трех действиях "Тоска"